# Риба пеперуда
Рибата пеперуда (Blennius ocellaris) е вид бодлоперка от семейство Blenniidae. Видът не е застрашен от изчезване.

## Разпространение и местообитание
Разпространен е в Албания, Алжир, България, Великобритания, Гибралтар, Гърнси, Гърция, Джърси, Египет, Израел, Испания, Италия, Кипър, Ливан, Малта, Мароко, Монако, Португалия, Румъния, Сирия, Словения, Тунис, Турция, Франция, Хърватия и Черна гора.
Среща се на дълбочина от 9 до 317 m, при температура на водата от 9,9 до 16,3 °C и соленост 33,7 — 37,7 ‰.

## Описание
На дължина достигат до 20 cm.